# Palazzolo sull'Oglio
Palazzolo sull'Oglio (Palasöl in dialetto bresciano e in dialetto bergamasco, Palahöl nella variante palazzolese) è un comune italiano di 20 427 abitanti della provincia di Brescia in Lombardia. Si trova al confine con la provincia di Bergamo in una posizione equidistante dai due capoluoghi.
Il comune ebbe la denominazione di Palazzolo fino al 1862, quando con Regio Decreto 24 agosto 1862, n. 802, fu aggiunta la specificazione sull'Oglio al fine di distinguerla da altre municipalità omonime e di sottolineare il legame con il fiume Oglio, sulle cui rive sorge il principale centro abitato.

## Geografia fisica

### Territorio

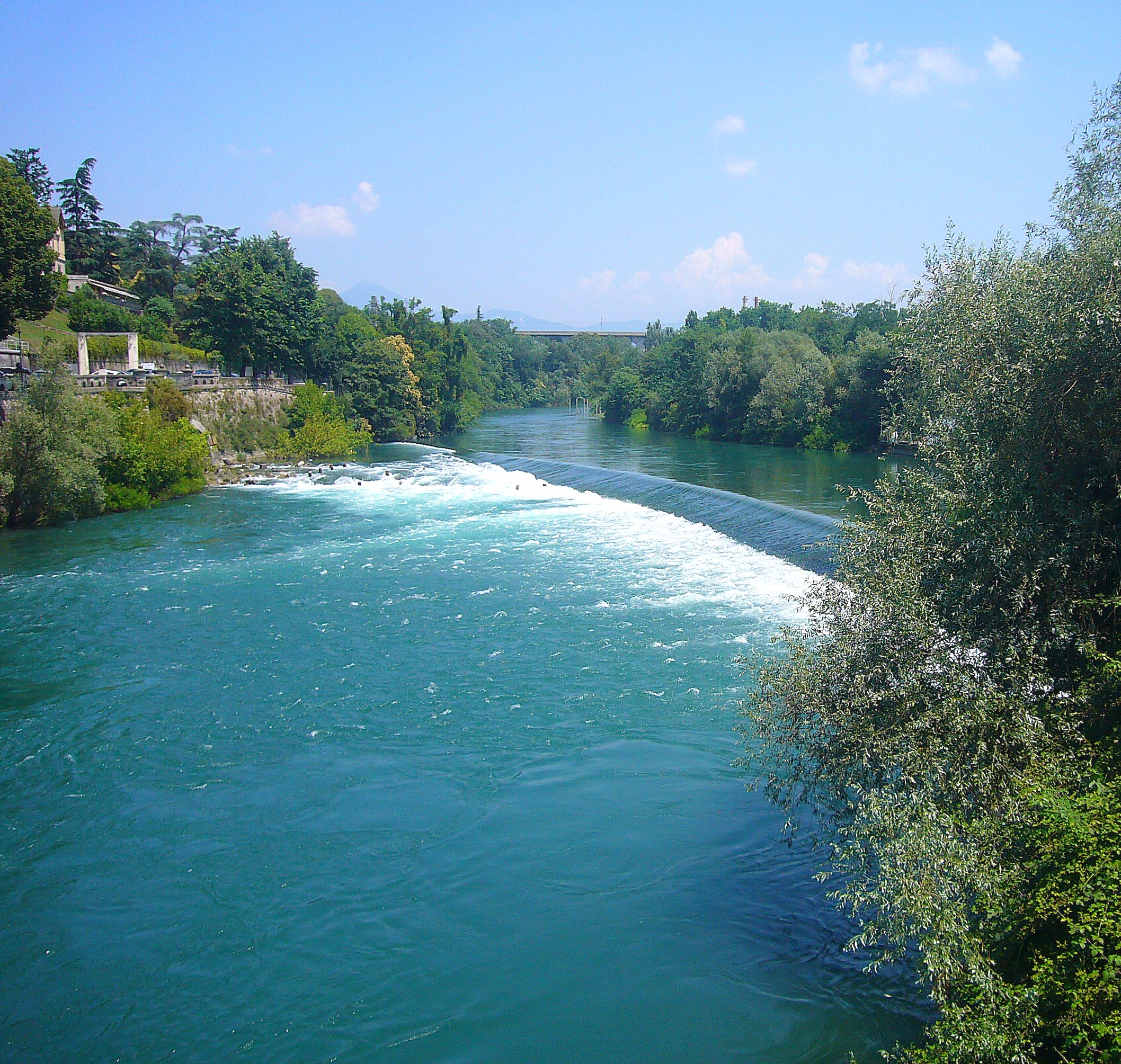
L'Oglio a nord del centro storico

La città è posta a 166 m s.l.m. Al centro scorre il fiume Oglio.
Inoltre, per ragioni storiche, nel territorio è presente la viticultura. Sono consentite le operazioni di vinificazione di vino Franciacorta, imbottigliamento (tiraggio), elaborazione, compresa la fermentazione in bottiglia, nella frazione di San Pancrazio di Palazzolo sull'Oglio.

### Clima
A Palazzolo Sull'Oglio il clima è parzialmente continentale. 
Le estati sono prevalentemente calde e afose. Numerosi sono i temporali di calore nel corso dei mesi estivi che possono rinfrescare il clima.
Le temperature massime di solito si aggirano tra i 30°/41 °C, le minime tra i 15°/20 °C.
L'accumulo annuale di pioggia si attesta in media sui 1200 mm, come nei comuni limitrofi.
Gli inverni sono relativamente freddi con numerose minime sottozero, soprattutto tra gennaio e febbraio. Le nevicate non sono abbondanti, si attestano in media sui 20–25 cm annuali. 
Le temperature medie del periodo si attestano su minime tra -2°/8 °C e massime tra i 6-15 °C
Spesso invece ci sono banchi di nebbia più o meno fitti tra il periodo di novembre-febbraio, dovuti non solo per la posizione geografica della media-alta pianura ma anche per la presenza del fiume Oglio che aumenta notevolmente l'umidità in zona. 
Negli ultimi anni si sono toccati i -12°, nel dicembre 2012 e i +37 nel luglio 2015.
a Palazzolo sull'Oglio è presente una stazione meteo, vicino al confine con Capriolo, e appartiene alla rete del Centro Meteo Lombardo (CML)

## Origini del nome
Il nome della città ha origini latine in quanto, durante il dominio romano, essa era chiamata "Palatium". Durante i secoli successivi il nome ha subito un'evoluzione dovuta al progressivo modificarsi della lingua che l'ha portato a diventare in un primo tempo "Palazzuolo" e, infine, nella sua forma definitiva, ovvero Palazzolo sull'Oglio.

## Storia

### Epoca preromana e romana
Il fiume Oglio ha determinato, fin dall'antichità, l'evoluzione e la conformazione del territorio palazzolese. Fondamentale via di collegamento e allo stesso tempo confine naturale per i primi abitatori della Pianura Padana, esso fu oggetto di stanziamenti a est e a ovest di popolazioni quali i Cenomani e gli Insubri. Successivamente, laddove il suo corso si ramifica in due vie, si sviluppò il nucleo del paese grazie alla sua posizione strategica al centro di una fitta rete di comunicazioni.
Durante l'Impero Romano fu luogo di transito sulla strada Brixia - Mediolanum (la via Gallica). Il ponte romano sul tracciato dell'antica strada è ancor oggi esistente.

### Epoca medioevale

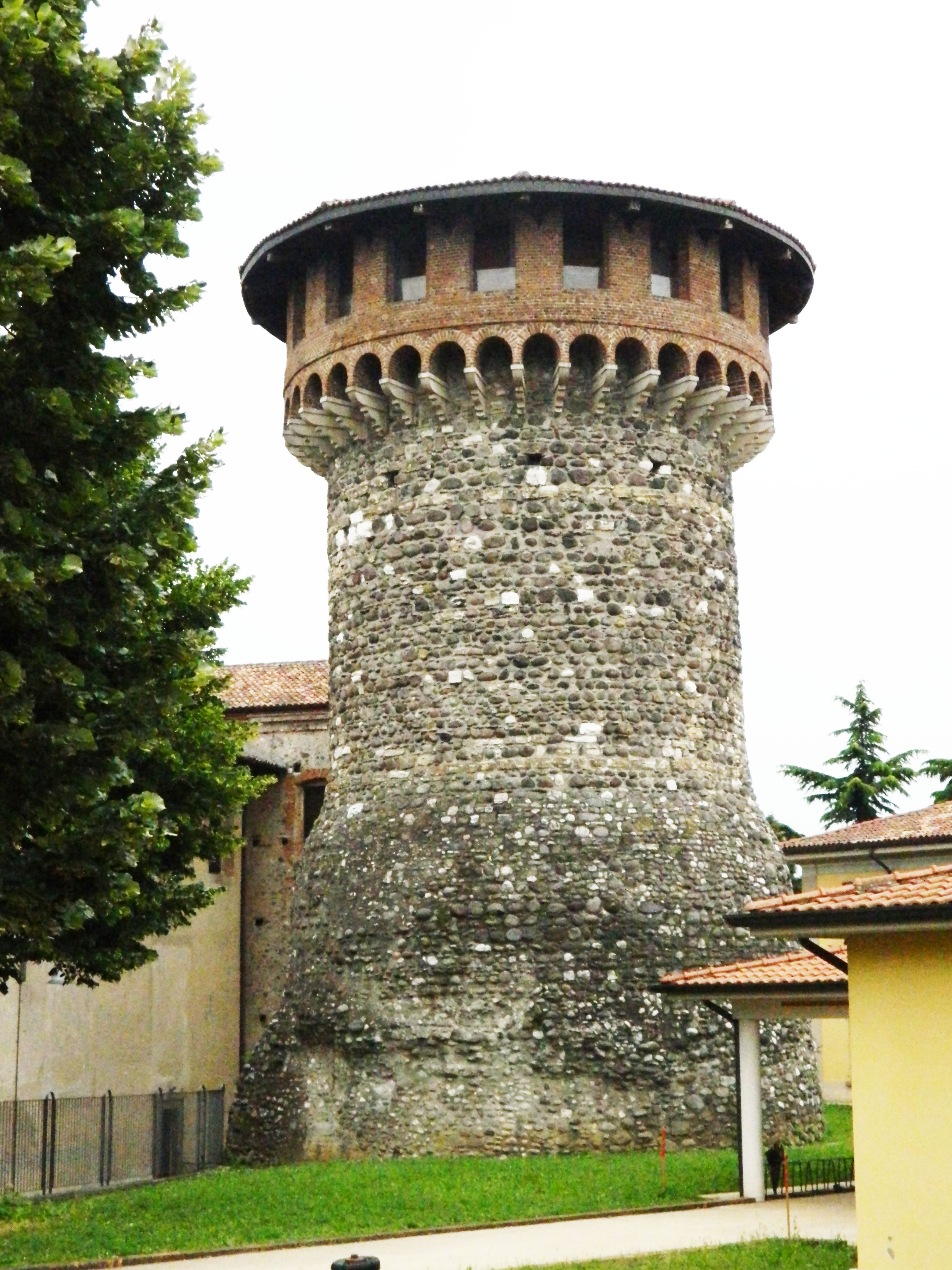
Torre rotonda di Mura (VIII-IX secolo)

Gli scavi del 1977-78 hanno rinvenuto resti di una primitiva chiesa di un'epoca risalente al VII - IX secolo. Alla pieve, la prima sorta nella zona, facevano riferimento le località limitrofe di Pontoglio, Palosco, Mura e Cividino.
Nell'anno 830 un privato effettuò una donazione di terre alla Chiesa bergamasca: è la prima testimonianza scritta in cui viene fatta menzione di Palazzolo.
Al borgo palazzolese si contrappose per un certo periodo il borgo fortificato di Mura, sull'altra sponda del fiume Oglio. Tra le due fortezze vi furono diversi scontri per il controllo del fiume i quali cessarono nel 1192, quando con la cosiddetta Pace di Mura, le due corti si fusero dando origine al nuovo comune. La nuova entità si ritrovava, quindi, dotata di una Rocca (poi Castello), di mura difensive e di una Rocchetta sulla riva opposta: strutture che si mostrarono necessarie per difendere un confine sempre conteso. Inoltre i vantaggi derivanti dal passaggio dell'Oglio per queste terre permisero un rapido sviluppo economico-sociale della nuova comunità palazzolese.
Sotto il punto di vista politico, il comune si suddivise in tre quadre: Mura, Mercato e Riva. Le magistrature comunali furono poste presso l'edificio che in tempi recenti è stata sede dell'ex Banca Popolare di Palazzolo. La municipalità acquisì gradualmente i diritti connessi all'uso delle acque, i quali originariamente spettavano al vescovo di Brescia.
Nel 1259 Ezzelino da Romano, il quale era diretto a Cassano d'Adda per affrontare le truppe inviate da Papa Innocenzo II, fu accolto da Palazzolo e quindi poté attraversare il ponte con 8000 cavalli.
Nel 1316 i ghibellini bresciani si rinchiusero nel castello di Palazzolo, inseguiti dai guelfi che posero d'assedio la fortificazione. Gli assediati tentarono una sortita ma vennero sopraffatti, e quindi uccisi o fatti prigionieri. Nel 1324 i ghibellini si riunirono a parlamento nella rocca di Palazzolo: erano presenti i rappresentanti di Verona, Mantova, Ferrara, Milano e di altre città lombarde. Chiesero così al Papa di demolire il ponte sul Po a Piacenza, poiché era d'intralcio alla navigazione.
Nel 1329, l'Imperatore Ludovico il Bavaro nel confermare gli statuti comunali, riconobbe al paese una certa autonomia rispetto al comune di Brescia che però ebbe termine nel 1337 quando il paese fu conquistato dai Visconti di Milano. La nobile famiglia milanese controllò il centro fino al 1405 quando dovette cederlo a Pandolfo III Malatesta per ottenere in cambio la liberazione di Estore Visconti. Stando all'estimo visconteo, nel 1385 il comune era capoluogo di quadra.

### Dominio veneto

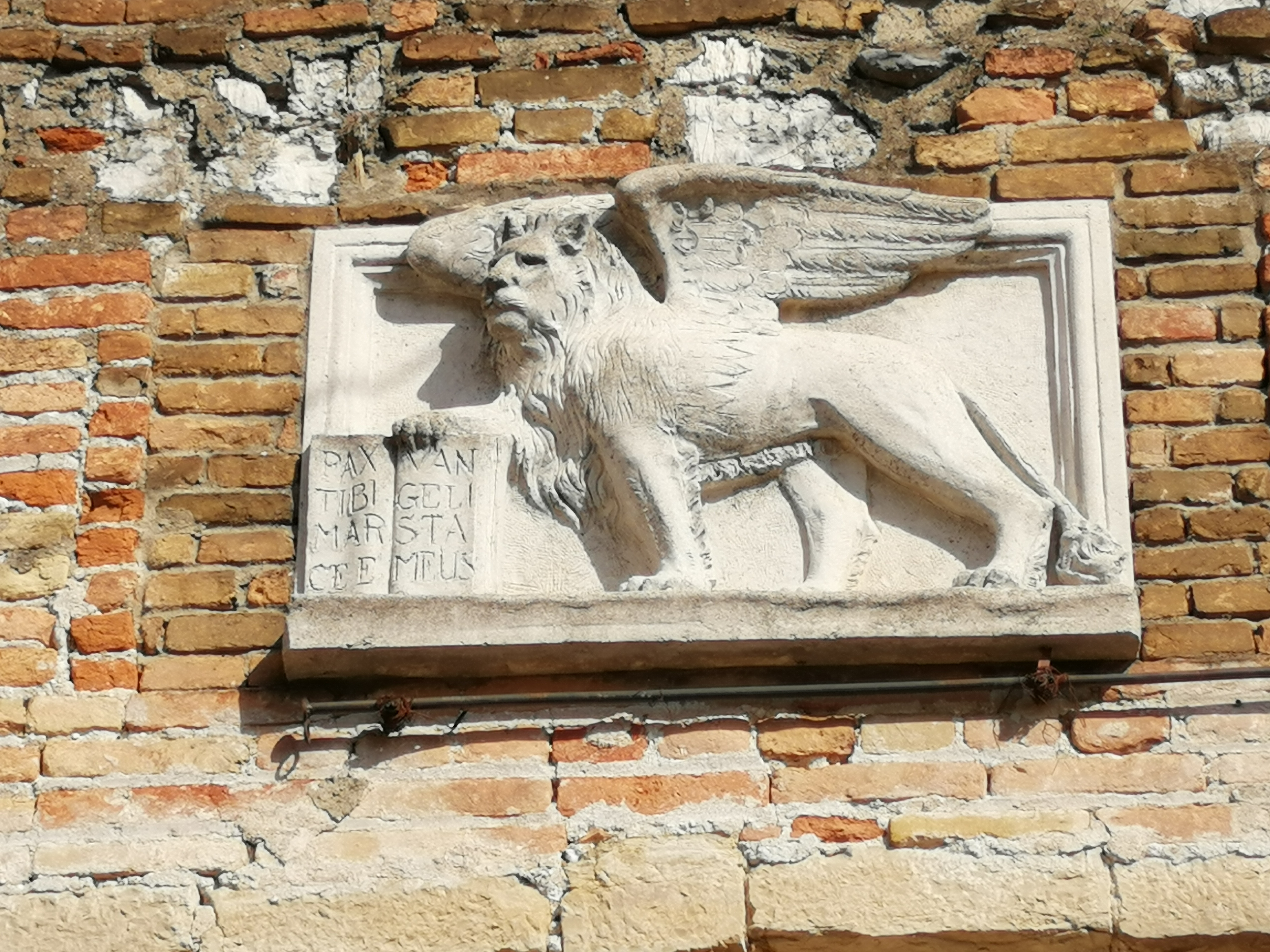
Leone di San Marco alla Torre del Popolo

Il comune fu incorporato dalla Repubblica di Venezia a seguito del ducale 29 aprile 1428. Sotto la Serenissima mantenne il ruolo di capoquadra e fu sede di Podesteria con a capo nove paesi limitrofi. Fu governato da una vicinia, formata da trentasei consiglieri, i quali nominavano tre deputati e tre consoli, mentre il Podestà, che svolgeva funzione di giudice, era un nobile proveniente da Brescia.
Nel 1441 le truppe viscontee comandate da Niccolò Piccinino conquistarono la città, bombardando la rocca che si arrese dopo alcuni giorni. Nel 1448 i Palazzolesi chiesero di avere in dono il castello per poterlo radere al suolo, considerate le ingenti spese necessarie per la sua manutenzione. Pochi anni prima, nel 1432 erano state effettuate grandi opere di restauro del fortilizio.
Nel 1493, stando al Medin, Palazzolo aveva 1920 anime. L'economia fu fiorente: molte entrate provenivano da dieci mulini lungo l'Oglio, da un frantoio da olio e soprattutto dal transito sul Ponte Reale. Questa infrastruttura fu allargata per decisione del consiglio comunale nel 1477. In questo periodo furono costruite le rogge Vetra e Fusia, derivate entrambe dall'Oglio.
Il paese fu colpito pesantemente dalla peste del 1630, propagatasi a causa dei rapporti commerciali con Milano.
Nella seconda metà del Seicento si assistette a una generale ripresa economica con la diffusione delle coltivazioni del mais e del gelso. Quest'ultima permise la diffusione dell'allevamento del baco da seta e l'apertura delle prime filande, mosse dall'acqua delle seriole.

### Dominio napoleonico e austriaco
Il comune aderì alla Repubblica Bresciana fin dal giorno della sua proclamazione (18 marzo 1797). Fu inserito nel cantone dell'Alto Oglio a norma della legge 1º maggio 1797 e quindi, con la confluenza dell'effimera repubblica in quella cisalpina, fu inglobato nel distretto delle Sete del Dipartimento del Mella.
Con il riassetto della seconda repubblica cisalpina (poi Repubblica Italiana) fu incorporato nel Distretto II di Chiari del dipartimento del Mella (1801), mentre dopo la riorganizzazione amministrativa del Regno d'Italia fu assegnato al Cantone I di Chiari appartenente al Distretto II di Chiari (1805). Con decreto 8 giugno 1805 fu definito comune di seconda classe.
Durante il Regno Lombardo-Veneto, l'ente municipale fu inserito nel Distretto VIII (dal 1853 IX) di Chiari appartenente alla Provincia di Brescia.

### Sviluppo industriale

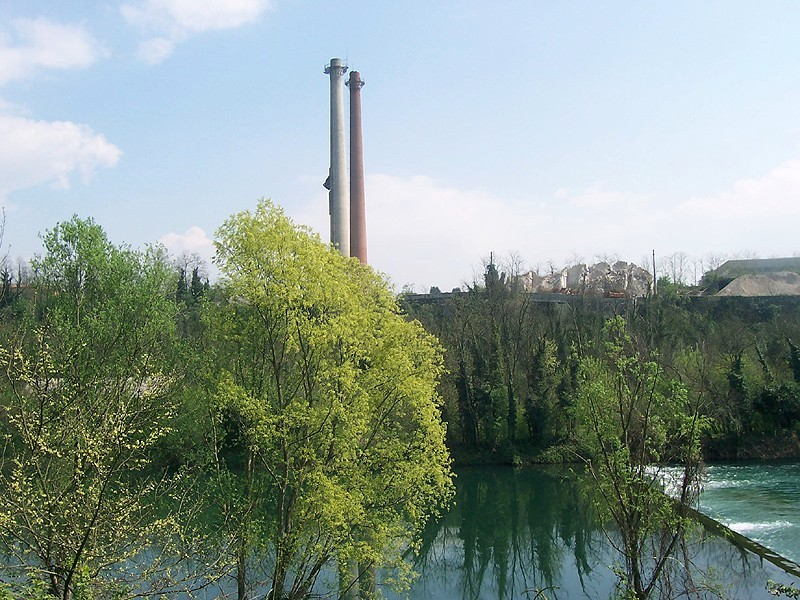
Le ciminiere dell'Italcementi

Nel 1856 si costruì il primo impianto in Italia per la produzione della calce e del cemento il quale sfruttava il materiale calcareo proveniente dal lago d'Iseo. I prodotti furono venduti al cantiere della costruenda linea Milano – Venezia, a quel tempo passante per il territorio palazzolese, e successivamente furono richiesti anche per la costruzione della stazione ferroviaria di Venezia Santa Lucia.
Un'ulteriore spinta all'industrializzazione fu data dal tessile: nel 1862 fu aperta la ditta Sefferheld, seguita nel 1867 dalla Gramer e, dal 1877, dalla Niggeler & Schmid, poi Niggeler & Küpfer. Quest'ultima fu la prima a introdurre l'uso industriale dell'energia elettrica in provincia di Brescia (1883).
Nello stesso periodo furono aperte anche delle fonderie, come la corderia di Rocco Zanelli (1870), l'officina meccanica Gottardi (1860) e quella dei fratelli Marzoli (1905), tutte orientate alla produzione di macchinari e parti di ricambio destinate all'industria tessile. Palazzolo fu anche sede del primo bottonificio italiano, quello del milanese Edoardo Tacchi, che durante la prima guerra mondiale fu convertito alla produzione di cerniere lampo.
L'industrializzazione fu sostenuta anche dal capitale finanziario: il 13 gennaio 1864 fu aperto uno sportello della Cassa di Risparmio delle Provincie Lombarde, mentre nel 1872 fu istituita la Banca mutua popolare agricola di Palazzolo sull'Oglio. Sorsero anche le prime organizzazioni operaie: la Società operaia maschile di mutuo soccorso (1862), il Consolato Operaio (1881), la Camera del Lavoro e l'Unione professionale cattolica del lavoro (1902).

### Il Novecento
L'8 dicembre 1914 a Sarnico viene fondato il Comitato di Distretto della Media Valle dell'Oglio della Croce Rossa Italiana, che a partire dal 1915 gestisce a Palazzolo l'ospedale per i feriti della Grande Guerra (nell'edificio che ancora oggi ospita l'ospedale). Inoltre nello stesso periodo la C.R.I. gestisce anche il centro di assistenza ai profughi e prigionieri italiani, ubicato presso l'attuale centro diurno a lato della Chiesa Parrocchiale della (attuale) frazione di San Pancrazio.
Il paese, soprattutto per la presenza della stazione ferroviaria e del ponte ferroviario, subì trentadue bombardamenti tra il 1944 e il 1945. Il ponte ferroviario fu riaperto al traffico solamente il 27 aprile 1945.
Negli anni '30 Palazzolo visse una crisi economico-demografica: nel 1926 infatti le aziende con più di 25 dipendenti erano 23, nel 1932 erano scese a solo 11.
Nel 1954 Palazzolo fu elevato al rango di città. Nel 1962 i suoi confini sono stati estesi inglobando la frazione di San Pancrazio.
Il 30 dicembre 1991, l'Osservatorio Bassano Bresciano scoprì un pianetino della fascia principale, il numero 6793, che è stato dedicato alla città palazzolese.
Nel pomeriggio del 3 luglio 1995 un intenso tornado classificato poi F3 ha colpito il comune di Palazzolo cagionando gravi danni
Nel 1997 una piena del fiume allagò la piazza della città causando ingenti danni.

### Simboli
Lo stemma comunale è stato riconosciuto con decreto del capo del governo del 23 ottobre 1942.
Il gonfalone, concesso con D.P.R. del 6 ottobre 1953, è un drappo interzato in palo di rosso, di bianco e di giallo, caricato in centro dello stemma comunale.

## Monumenti e luoghi d'interesse

### Chiesa di santa Maria Assunta

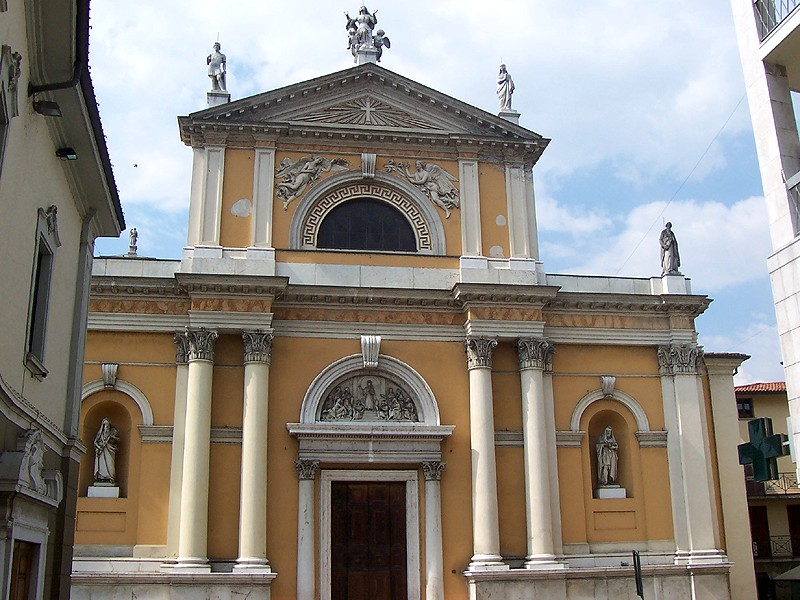
La facciata di Santa Maria Assunta

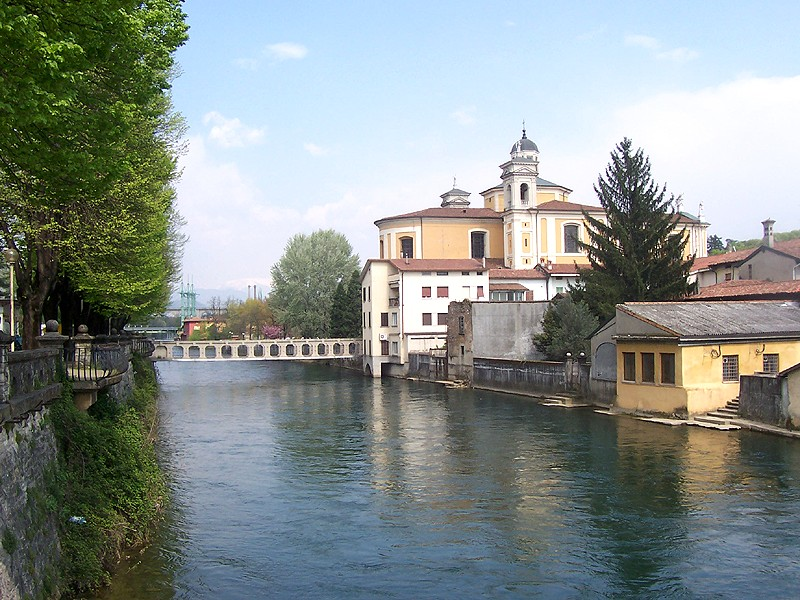
L'Oglio e la parrocchiale dell'Assunta (XVIII secolo)

La Chiesa Parrocchiale di Santa Maria Assunta fu progettata dall'architetto Giorgio Massari e fu costruita su di un antecedente edificio ecclesiale dedicato alla Maria Maddalena. La costruzione, realizzata grazie ai fondi raccolti tra i cittadini di Palazzolo, cominciò nel 1751 e fu completata nel 1782. La facciata è stata invece realizzata nel 1848 su di un progetto dell'architetto Giovanni Donegani.
La pianta della chiesa è a croce latina con tre navate. L'interno presenta un polittico del 1525 a opera di Vincenzo Civerchio e una pala del 1620 di Grazio Cossali.

### Vecchia Pieve

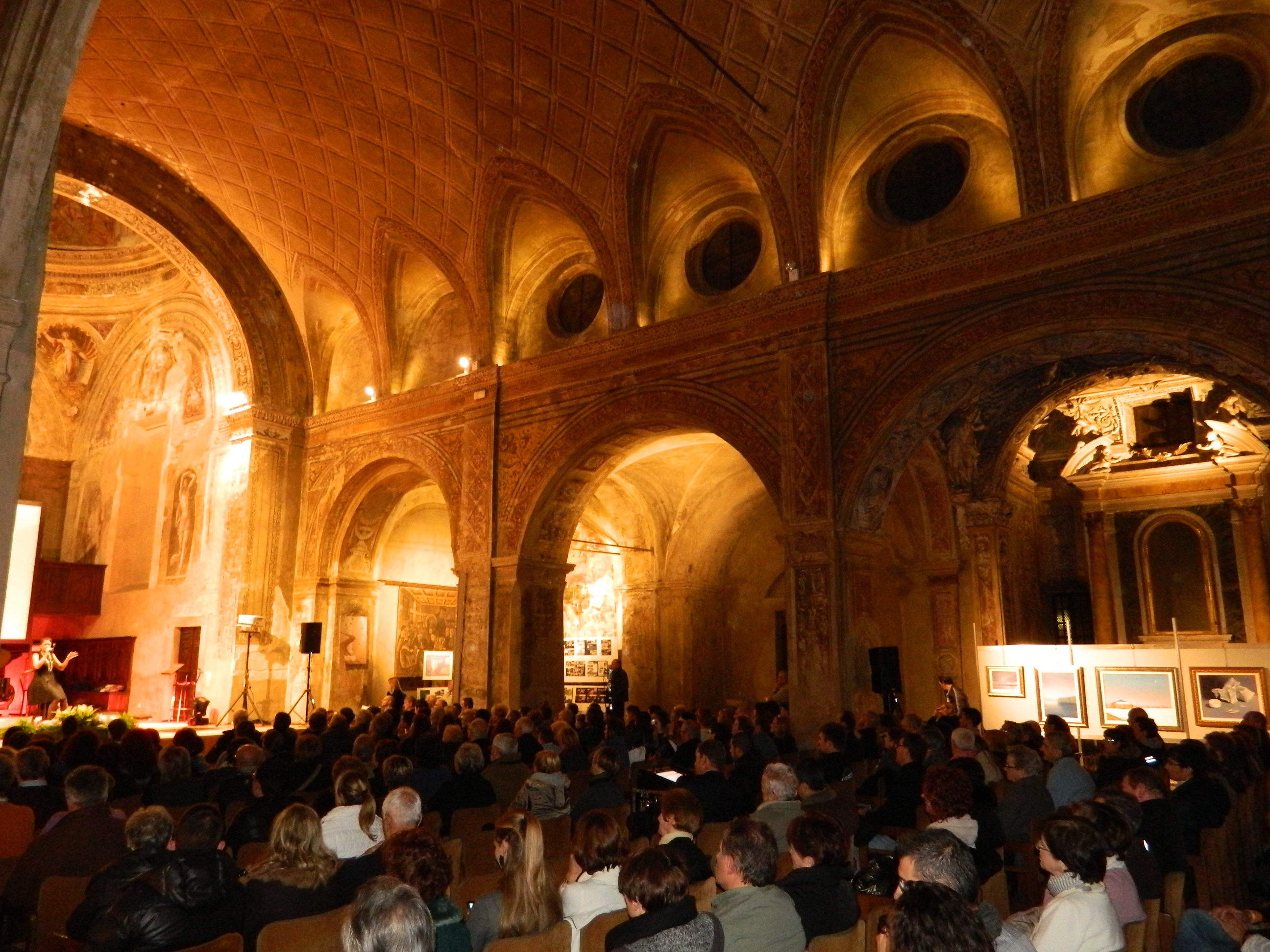
Interno della Pieve

L'edificio attuale della Pieve, dedicata a Fedele di Como, è stato costruito nel XV secolo ed è utilizzato dagli anni settanta del XX secolo come Auditorium.
La chiesa sorge su due strutture ecclesiali precedenti i cui resti sono visibili all'interno:
- la pieve originaria fu costruita nei secoli VIII e IX; presentava un'abside semicircolare realizzata impiegando ciottoli di fiume e laterizi di tipo romano;
- la seconda pieve fu realizzata nel XII secolo ed era dotata di due absidi in stile romanico e di una torre quadrata, posta sul lato meridionale[13].

La terza chiesa, quella che possiamo ammirare oggi nel suo splendore, presenta tre navate e da un protiro cinquecentesco sul lato meridionale, mentre gli interni sono affrescati dai Campi da Cremona e di Pietro Marone. Dopo la costruzione della nuova e più ampia chiesa parrocchiale, Santa Maria Assunta, molti elementi decorati, quadri e statue furono trasferiti nell'edificio più recente, lasciando alcuni altari spogli e dedicati ad altri santi.
Tra l'estate del 1977 e l'inverno del 1978, il tempio religioso è stato restaurato e ammodernato. Grazie a questo intervento sono state scoperte le strutture absidali della prima chiesa carolingia e due tombe proprio sotto la porta centrale. Al fine di conservare al meglio i materiali trovati durante gli scavi, sono stati costruiti due livelli sotterranei di pavimentazione, al di sopra dei quali (raggiungibili con una scala a chiocciola), vi è il moderno "Auditorium San Fedele". La struttura viene ora utilizzata per ospitare grandi manifestazioni culturali-ricreative, in particolar modo concerti di musica classica, importanti conferenze ed eventi di primo piano della moderna città.

### Ponte romano

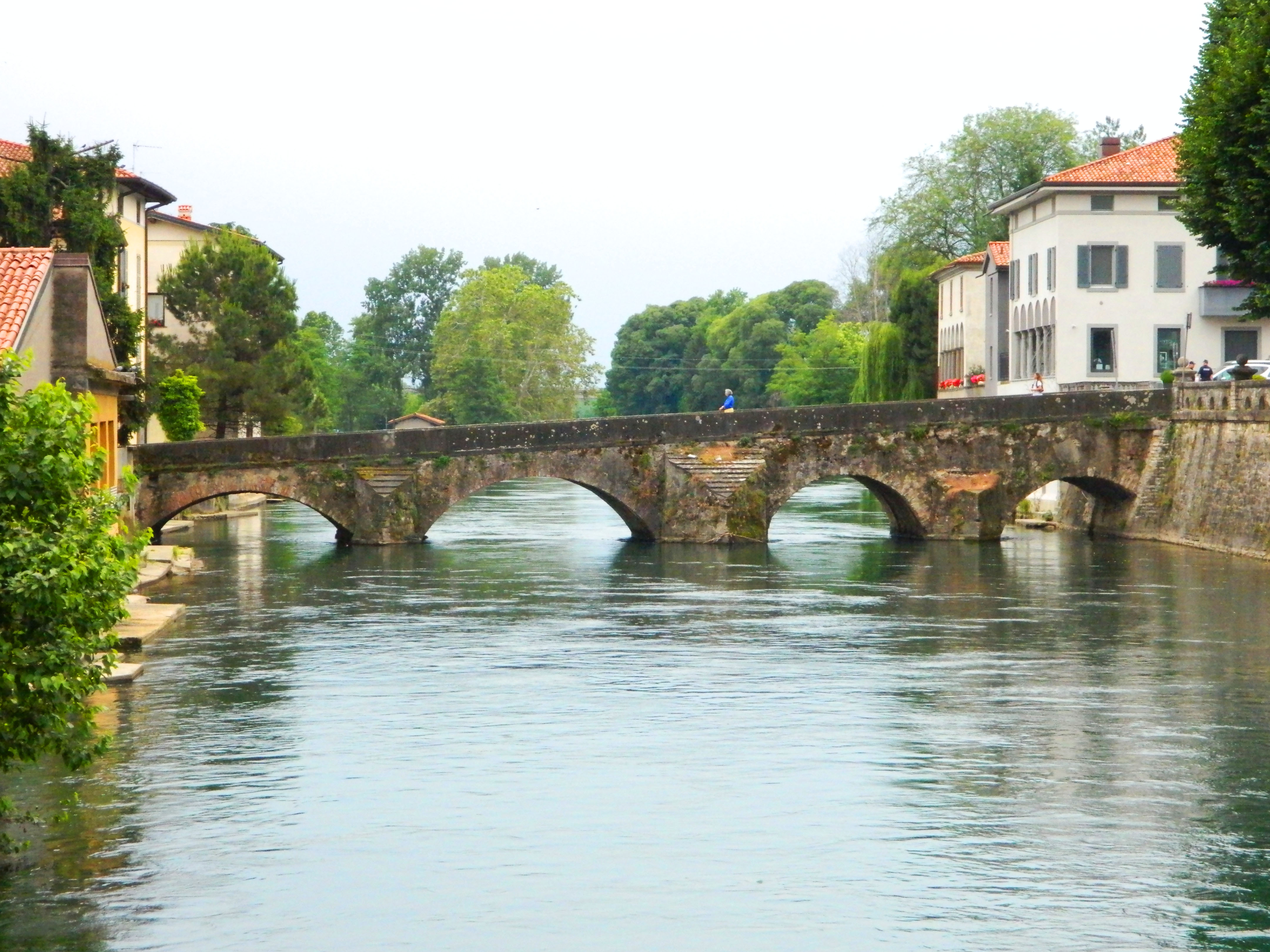
Il ponte romano di Palazzolo sull'Oglio (IV secolo)

È il più antico ponte di Palazzolo, nonché quello dotato di maggior rilevanza storica: gli storici e alcuni dati archeologici datano la sua costruzione intorno al IV secolo. In particolare, la sua costruzione del ponte romano di Palazzolo sull'Oglio era essenziale per i collegamenti di Brescia con Bergamo e Milano, su un tracciato stradale che correva ai piedi delle colline e lontano dalle zone paludose e boscose della pianura.
A schiena d'asino e con volte in pietre squadrate, il ponte fu nel corso dei secoli teatro di numerosi eventi, anche bellici, e subì alcune modifiche. Protetto alle estremità da due fortilizi contrapposti, tra i quali la torre della Rocchetta, il ponte era uno snodo fondamentale per le vie di comunicazione verso Bergamo e soprattutto Milano, seguendo il tracciato detto poi della via “Francesca”.

### Rocca Magna
La Rocca Magna o Rocha Magna è il castello della borgata di Palazzolo costruito tra i secoli IX e XII.
È costituito da quattro torri le quali erano unite tra loro da poderose mura circondate da un ampio fossato. Tre torri, denominate Mirabella, Ruellina e Porta di fuori, sono a pianta rotonda e allineate al corso del fiume.
La quarta torre, detta Torre della Salvezza è a pianta quadrata e fungeva da Mastio; era dotata di due porte, entrambe dotate di ponte levatoio: una dava verso l'esterno ed era denominata Porta del Soccorso, l'altra verso l'interno del fortilizio ed era stata battezzata Porta di Riva.
Dall'ampio cortile si accede ai camminamenti di ronda ed ai passaggi sotterranei alle mura, tuttora percorribili, che permettono di raggiungere le torri.

### Torre del Popolo

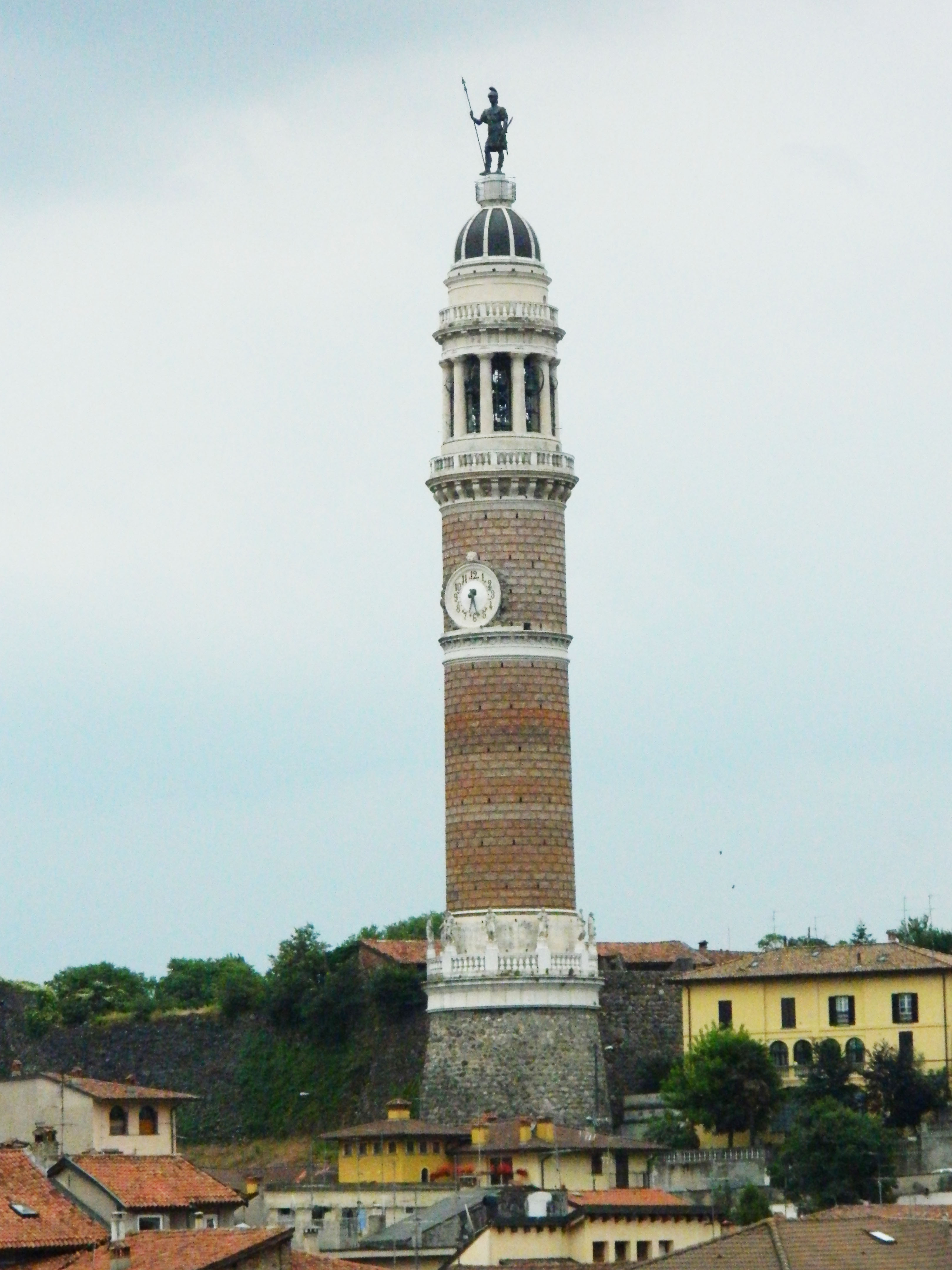
La Torre del Popolo

La Torre del Popolo, detta anche di san Fedele, è la torre campanaria principale della città. Alta 91 metri, è la torre a sezione circolare più alta d'Italia ed è una delle più alte in Europa.

### Torre Rotonda di Mura
Chiamata più comunemente Torrione, è alta 25 metri e con un diametro di 10 metri, è stata costruita tra il VIII ed il IX secolo a difesa del complesso fortificato di Mura. L'unico accesso al manufatto era in origine posto a circa 13 metri di altezza e collegava le mura difensive del borgo. Le prime testimonianze scritte sulla torre di Mura sono datate 1482, mentre l'immagine più antica risale ai primi del Seicento.
Tra la fine dell'Ottocento e l'inizio del Novecento, a causa del piano di riqualificazione di via Gorini, la torre murasca stava per essere abbattuta, ma è stata poi salvata. Nel 1913 sono state aggiunte sulla cima della torre le coperture e le merlature, mentre l'interno è stato adibito a serbatoio per l'acquedotto. Alla fine del secolo scorso, invece, questa funzione è venuta meno del tutto e così il Torrione è stato recuperato, ristrutturato e aperto al pubblico il 14 maggio 1999.

### Teatro sociale

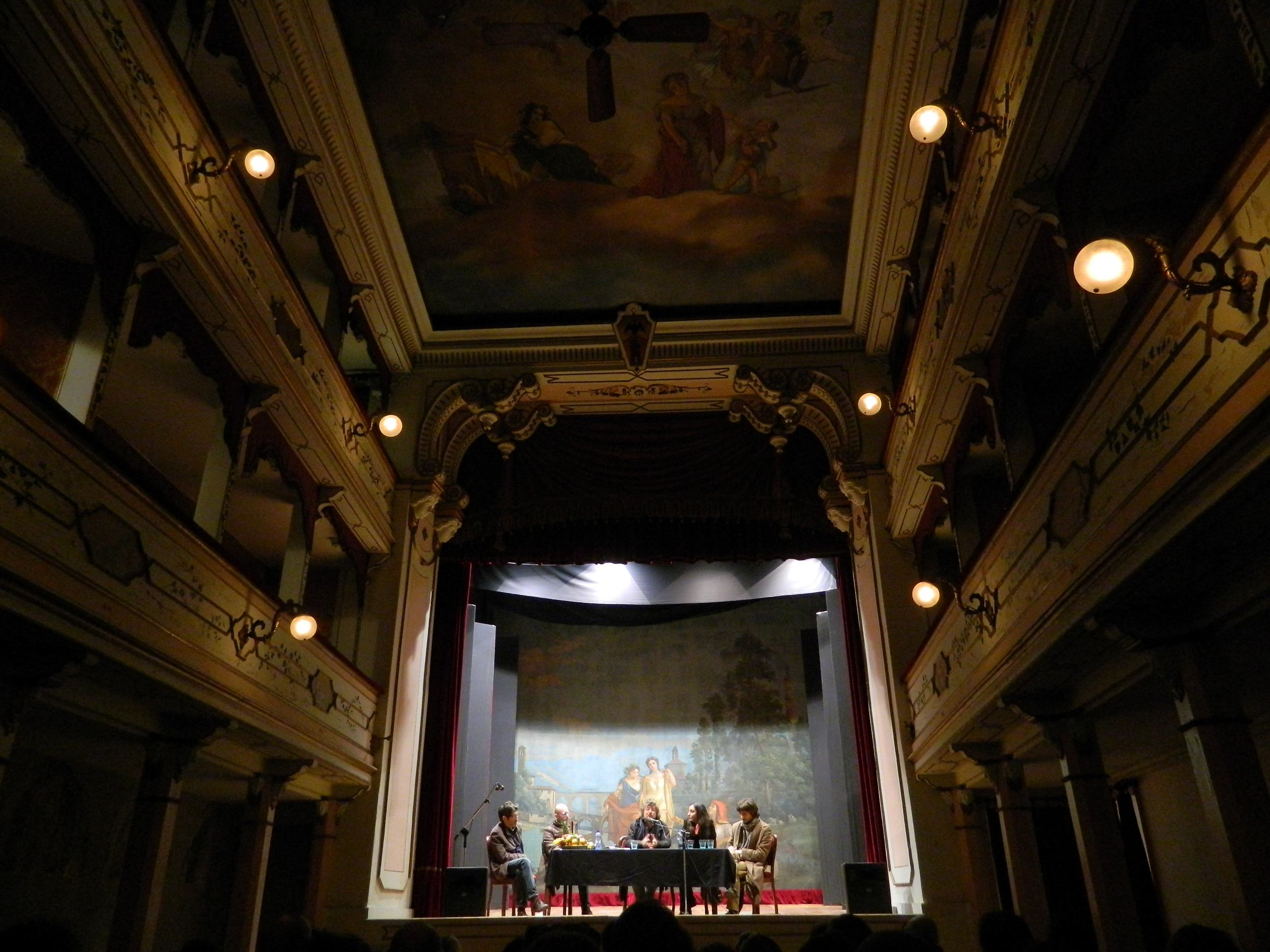
Interno del teatro sociale

Inaugurato il 1º ottobre 1870 è lo storico teatro di Palazzolo, ubicato in piazza Tamanza, dietro l'auditorium San Fedele e a ridosso della roggia Vetra.
Fu allestito nel 1870 in quegli spazi che in precedenza avevano ospitato prima la chiesa dei Disciplini, o di San Francesco, e in seguito la "caserma Disciplina".
Il sipario venne realizzato dal pittore bresciano Luigi Campini (1816-1890), anche se la critica dell'epoca lo indicava come opera del palazzolese Leopoldo Arrighini. Sullo sfondo sono raffigurati i monumenti principali di Palazzolo: il ponte romano, il ponte ferroviario, la Rocchetta di Mura, la chiesa di Santa Maria Assunta e la Torre del Popolo. In primo piano sono rappresentate tre donne che simboleggiano l'industria della seta, l'agricoltura e il commercio.
Il teatro è stato restaurato nel 1997 e successivamente nel 2012. Contiene al massimo 140 posti a sedere, compresa la platea e i due piani di loggette.

### Rocchetta di Mura
Conosciuta originariamente col termine latino "Rocha Parva", si trova dirimpetto al ponte romano ed è quel che rimane del castello della frazione di Mura. Del fortilizio originario restano la Porta di Mura, ingresso posto sul lato bergamasco della cittadina, la torre rotonda e parte delle mura. Nell'epoca precedente alla Pace di Mura si contrapponeva alla "Rocha Magna" di Palazzolo, più grande e sulla riva nemica del fiume. Costruita tra la seconda metà dell'VIII secolo e la prima metà del IX secolo, è ora visibile attraverso la torre quadrata d'avvistamento, ora trasformata in campanile con orologio.

### Santuario della Madonna di Lourdes

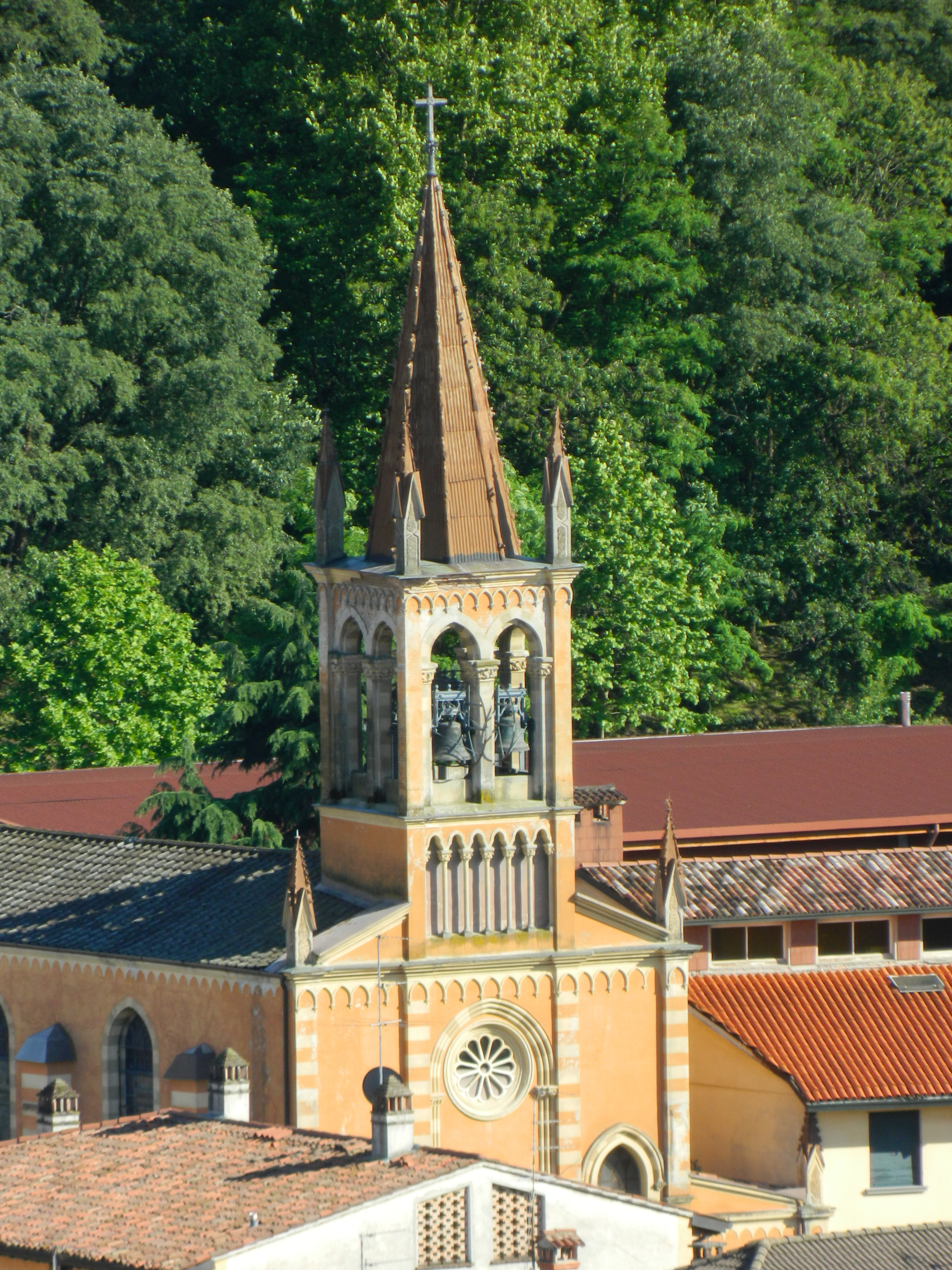
La facciata della "Madonnina"

Posto a pochi metri dalla centrale piazza Vincenzo Rosa, il santuario della Madonna di Lourdes è sito in via Santissima Trinità, adiacente alla scuola paritaria delle Ancelle della Carità. L'edificio religioso era stato inizialmente eretto come prolungamento dell'orfanotrofio femminile di Palazzolo e la sua apertura ai fedeli è datata 1889. Lo stile è molto vicino a quello della Basilica di Nostra Signora di Lourdes, così come voluto dall'arciprete Don Ferdinando Cremona. La struttura è stata restaurata due volte: nel 1954, per volere di Monsignor Zeno Piccinelli, e nel 1979. È conosciuta anche come "Chiesa della Madonnina", oppure più semplicemente "Madonnina".

### Chiesa di San Giovanni
Costruita su un terrapieno e sulle mura della quadra di Mura, fu poco utilizzata fino al 1459, finché i Vicini di Mura non ottennero direttamente da Papa Pio II il diritto ad avere un rettore. Tre gli altari, dedicati a Giovanni apostolo ed evangelista, alla Beata Vergine Addolorata e a San Gerolamo Emiliani (precedentemente a Sant'Antonio da Padova. Interessanti gli affreschi proprio di quest'ultimo, dipinti dal giovanissimo Matteo Pedrali nel 1935. Celebri anche la pala dedicata a San Giovanni, quella nota come "La deposizione dell'Addolorata". La chiesa è stata restaurata nel 1966.

### Altri luoghi d'interesse
- Porta di Mura. Sita in via Mura, al centro dello storico borgo medievale originariamente bergamasco, la Porta di Mura è l'unica sopravvissuta tra tutte le porte della cinta muraria di Palazzolo. È nota anche come "Porta Mediolanensis" o "Porta de Berghem".
- Palazzo del Comune. Sede delle magistrature medioevali, fu costruito agli inizi del Duecento e fu ampliato nel 1618.
- Palazzolo Duranti.
- Chiesa di San Sebastiano. Costruita nel XV secolo, è posta sulla vecchia strada che va a Palosco. Nel 1894 le è stato costruito attorno l'oratorio di San Luigi, ora di San Sebastiano, con un cine-teatro parrocchiale tornato attivo nel 2006.[36].
- Chiesa di San Pietro. Oratorio campestre del XIV secolo è stata costruita lungo la strada che collega al paesino di Telgate. Nei secoli successivi è stata più volte rimaneggiata e dipinta con affreschi con tema religioso e della terribile pestilenza del Quattrocento[33].
- Chiesetta dei morti del russ. Piccola struttura religiosa sita in via Sgrazzutti, vicina all'ospedale. Celebre perché eretta alla fine del Settecento nel punto in cui si rifugiarono gli abitanti del centro durante la tragica pestilenza del 1630, deponendo le ossa dei propri cari.
- Chiesa della Santissima Trinità. Meglio nota come "Chiesa di Sant'Alberto", è stata costruita nel Seicento sulla strada che va in direzione di Pontoglio. È in festa ogni anno il 7 agosto per celebrare sant'Alberto.
- Chiesa di Sant'Anna. Vecchio oratorio di via Matteotti, il suo nome originario è "chiesetta di Sant'Antonio Abate" e la struttura di base risale al 1300.
- Chiesa di San Rocco. Costruita nel XV secolo in aperta campagna, probabilmente è sorta dopo esser diventata rifugio di appestati. Celebre la visita alla cappella di Carlo Borromeo nel 1580.
- Chiesa di Sacro Cuore. Parrocchiale del quartiere Sacro Cuore, costruita tra il 1921 e il 1925.
- Chiesa di San Pancrazio. Sorta nel XVII secolo su una cappella preesistente, serviva l'abitato di San Pancrazio che dipendeva in fasi diverse da Palazzolo, Adro e Erbusco.
- Le tre Ville.
- Polo culturale, in precedenza fu scuola elementare di Mura[37] ed è sede della biblioteca civica Lanfranchi, del sistema bibliotecario intercomunale dell'ovest bresciano, dell'Informagiovani, del Centro per l'impiego e del museo dei ricordi di guerra.

## Società

### Evoluzione demografica
Abitanti censiti

### Etnie e minoranze straniere
Al 1ºgennaio gli stranieri residenti a Palazzolo (escludendo cittadini con origine straniera ma cittadinanza italiana) è di 2863 abitanti, pari al 14,2% della popolazione

### Religione
La maggioranza della popolazione è cristiano cattolica. Il territorio è organizzato in cinque parrocchie: Santa Maria Assunta, San Paolo in San Rocco, Sacro Cuore, San Giuseppe e San Pancrazio, tutte appartenenti alla Diocesi di Brescia.
I Testimoni di Geova hanno una Sala del Regno sita nella zona industriale.
È presente una comunità Islamica, una comunità di indiani sikh ed esistono diversi gruppi cristiano protestanti e valdesi.

## Cultura

### Ricorrenze
Il patrono è San Fedele di Como, che si festeggia il 14 maggio.

## Geografia antropica

### Suddivisioni amministrative
La città è suddivisa in rioni, o quartieri. Tra i più importanti Mura, Piazza, Riva, Calci, Costa, Sacro Cuore, San Rocco, San Giuseppe e la Sgraffigna.

### Frazioni
- San Pancrazio (45°36′38″N 9°55′10″E). Località di circa 3 000 abitanti. Fino al 1962 era suddivisa fra i territori comunali di Adro e di Erbusco. Con Decreto Presidenziale 31 marzo 1962, n. 220, la frazione fu staccata da questi ultimi per essere aggregata a Palazzolo. Anche per questa origine, la frazione è l'unica parte del territorio comunale rientrante nella zona di produzione del Franciacorta[41].

## Infrastrutture e trasporti

### Strade
Il territorio comunale è solcato dall'autostrada A4 Torino - Trieste accessibile tramite i caselli di Palazzolo sull'Oglio, ubicato nei pressi della frazione di San Pancrazio, e di Ponte Oglio, quest'ultimo posto in territorio di Castelli Calepio.
La città palazzolese è servita altresì da due strade provinciali ex statali:
- la 573 detta l'Ogliese;
- la 469 detta Sebina Occidentale.

### Ferrovie
Il comune è servito dalla stazione ferroviaria omonima posta sulla linea Lecco-Brescia. La linea varca il fiume Oglio a occidente dell'impianto ferroviario grazie a un ponte a nove arcate lungo 269,50 metri, di altezza massima 40 m e di larghezza pari a 9 m. La stazione fu aperta nel 1857 nell'ambito della ferrovia Milano-Venezia che nei progetti originari e fino al 1878 fu fatta passare per Bergamo.
Dalla stazione si dirama la breve linea per Paratico e il Lago d'Iseo. Attualmente (2018) la linea è impiegata come ferrovia turistica da FTI - Ferrovie Turistiche Italiane in collaborazione con Trenitalia e Rete Ferroviaria Italiana.

## Amministrazione
| Periodo           | Periodo           | Primo cittadino       | Partito | Carica                  | Note |
| ----------------- | ----------------- | --------------------- | ------- | ----------------------- | ---- |
| 1860              | 1871              | Antonio Lovatelli     | -       | Sindaco                 |      |
| 1872              | 1885              | Luigi Donati          | -       | Sindaco                 |      |
| 1886              | 1894              | Adriano Ricci         | -       | Sindaco                 |      |
| 15 maggio 1895    | 31 agosto 1905    | Antonio Sufflico      | -       | Sindaco                 |      |
| settembre 1905    | luglio 1908       | Bortolo Maurizio      | -       | Sindaco                 |      |
| 19 agosto 1908    | 26 luglio 1910    | Antonio Sufflico      | -       | Sindaco                 |      |
| agosto 1910       | febbraio 1911     | Ettore Longari        | -       | Commissario prefettizio |      |
| marzo 1911        | luglio 1914       | Simplicio Bonari      | -       | Sindaco                 |      |
| agosto 1914       | maggio 1920       | Antonio Sufflico      | -       | Sindaco                 |      |
| giugno 1920       | ottobre 1920      | Antonio Sufflico      | -       | Commissario prefettizio |      |
| novembre 1920     | marzo 1921        | Angelo Corna          | -       | Sindaco                 |      |
| aprile 1921       | marzo 1923        | Antonio Guzzi         | -       | Sindaco                 |      |
| marzo 1923        | luglio 1923       | Andrea Micheli        | -       | Commissario prefettizio |      |
| agosto 1923       | luglio 1924       | Luigi Begnotti        | -       | Commissario prefettizio |      |
| luglio 1924       | luglio 1924       | Ernesto Gulli         | -       | Commissario prefettizio |      |
| luglio 1924       | aprile 1926       | Luigi Begnotti        | -       | Sindaco                 |      |
| 1926              | 1930              | Antonio Guzzi         | -       | Sindaco                 |      |
| 1930              | 1943              | Martino Marzoli       | -       | Podestà                 |      |
| 1943              | 1944              | Colombo Svanetti      | -       | Commissario prefettizio |      |
| 1945              | 1945              | Fioravante Arrigoni   | -       | Sindaco                 |      |
| 1945              | 1945              | Giovanni Alberti      | -       | Sindaco                 |      |
| 1945              | 1946              | Mario Campana         | -       | Sindaco                 |      |
| 10 novembre 1946  | 10 giugno 1951    | Ugo Pedrali           | -       | Sindaco                 |      |
| 10 giugno 1951    | 9 giugno 1956     | Alessandro Ambrosetti | -       | Sindaco                 |      |
| 9 giugno 1956     | 26 novembre 1960  | Pietro Orsatti        | -       | Sindaco                 |      |
| 26 novembre 1960  | 21 giugno 1970    | Giacomo Scaratti      | -       | Sindaco                 |      |
| 21 giugno 1970    | 29 luglio 1975    | Francesco Ghidotti    | DC      | Sindaco                 |      |
| 29 luglio 1975    | 12 settembre 1980 | Omobono Carrara       | -       | Sindaco                 |      |
| 12 settembre 1980 | 3 febbraio 1984   | Lino Gervasoni        | -       | Sindaco                 |      |
| 3 febbraio 1984   | 1985              | Gianpiero Capoferri   | -       | Sindaco                 |      |
| 13 maggio 1985    | 8 maggio 1995     | Mario Bertoli         | -       | Sindaco                 |      |

Di seguito l'elenco dei sindaci eletti direttamente dai cittadini (dal 1995):
| Sindaco                                     | Sindaco                                     | Partito                                     | Coalizione                                  | Coalizione                                  | Mandato         | Mandato         | Elezione |
| Sindaco                                     | Sindaco                                     | Partito                                     | Coalizione                                  | Coalizione                                  | Inizio          | Fine            | Elezione |
| ------------------------------------------- | ------------------------------------------- | ------------------------------------------- | ------------------------------------------- | ------------------------------------------- | --------------- | --------------- | -------- |
|                                             | Marino Gamba                                | PPI                                         |                                             | PPI–PDS–PdD                                 | 8 maggio 1995   | 30 gennaio 1998 | 1995     |
| Rinaldo Argentieri, Commissario prefettizio | Rinaldo Argentieri, Commissario prefettizio | Rinaldo Argentieri, Commissario prefettizio | Rinaldo Argentieri, Commissario prefettizio | Rinaldo Argentieri, Commissario prefettizio | 30 gennaio 1998 | 8 giugno 1998   | -        |
|                                             | Giampietro Metelli                          | LN                                          |                                             | LN                                          | 8 giugno 1998   | 10 giugno 2002  | 1998     |
|                                             | Giampietro Metelli                          | LN                                          | LN–FI                                       | 10 giugno 2002                              | 3 novembre 2003 | 2002            |          |
|                                             | Silvano Moreschi                            | FI                                          | LN–FI                                       | 3 novembre 2003                             | 28 giugno 2004  | 2002            |          |
|                                             | Silvano Moreschi                            | FI                                          | FI–AN–UDC                                   | 28 giugno 2004                              | 8 giugno 2009   | 2004            |          |
|                                             | Alessandro Sala                             | PdL                                         |                                             | PdL–LN                                      | 8 giugno 2009   | 3 febbraio 2012 | 2009     |
| Roberta Verrusio, Commissario prefettizio   | Roberta Verrusio, Commissario prefettizio   | Roberta Verrusio, Commissario prefettizio   | Roberta Verrusio, Commissario prefettizio   | Roberta Verrusio, Commissario prefettizio   | 3 febbraio 2012 | 21 maggio 2012  | -        |
|                                             | Gabriele Zanni                              | PD                                          |                                             | PD–civiche                                  | 21 maggio 2012  | 26 giugno 2017  | 2012     |
|                                             | Gabriele Zanni                              | PD                                          | PD–civiche                                  | 26 giugno 2017                              | 13 giugno 2022  | 2017            |          |
|                                             | Gianmarco Cossandi                          | PD                                          |                                             | PD–civiche                                  | 13 giugno 2022  | in carica       | 2022     |

## Sport
È presente una folta comunità di canoisti facenti riferimento al KCCP Kayak Canoa Club Palazzolo, che ha dato i natali sportivi a diversi atleti che hanno ottenuto medaglie in campionati europei e mondiali, oltre che di Veronica Yoko Plebani, medaglia di bronzo nel triathlon alle Paralimpiadi di Tokyo 2020.
Nel 2015 è stata fondata la società Pallamano Palazzolo, che attualmente milita nel campionato di Serie A Bronze, il terzo livello nazionale di disciplina.
Il 7 giugno 1992 la 14ª tappa del Giro d'Italia 1992 si è conclusa a Palazzolo sull'Oglio con la vittoria del francese François Simon.
Nel 2010 è stata creata, presso il parco in riva al fiume dedicato a Giampietro Metelli, una palestra per l'arrampicata sportiva.
La pesca fluviale è rappresentata da un proprio club.

### Calcio
La Pro Palazzolo ha militato in Serie C1 negli anni 90 e, dopo alcune crisi societarie, è stata rifondata grazie all'imprenditore Guido Facchetti nel 2015, momento in cui è ripartita dalle serie dilettantistiche minori. Nel 2023 ha acquisito il titolo sportivo del FC Franciacorta e attualmente, sotto la guida del presidente Claudio Forlani, milita nel campionato di Serie D. Nel corso della sua storia ultracentenaria, la squadra ha fatto crescere sin dalle giovanili diversi giocatori che hanno poi militato in squadre di Serie B e Serie A, tra cui due figli della città di Palazzolo come Giuseppe Tomasini, difensore campione d'Italia con il Cagliari nel 1969-70, e Giorgio Scalvini, difensore attualmente all'Atalanta.